# Babócsa
Babócsa là một thị trấn thuộc hạt Somogy, Hungary. Thị trấn này có diện tích 30,99 km², dân số năm 2010 là 1605 người, mật độ 52 người/km².